# Том Лоуренс
Томас Морріс Лоуренс (англ. Thomas Morris Lawrence, нар. 13 січня 1994) — валлійський футболіст, нападник «Рейнджерса» і національної збірної Уельсу.

## Клубна кар'єра
Народився у Рексемі. Розпочав займатись футболом в академії «Евертона», а 2002 року приєднався до «Манчестер Юнайтед». У сезоні 2013/14 для отримання ігрової практики на правах оренди грав за нижчолігові клуби «Карлайл Юнайтед» та «Йовіл Таун». 6 травня 2014 року в домашньому матчі Прем'єр-ліги проти «Галл Сіті» (3:1) Лоуренс дебютував в основному складі «Манчестер Юнайтед» завдяки тимчасовому граючому тренеру Раяну Гіггзу, який випустив Тома в основі, а на 70-й хвилині його замінили на самого Гіггза. Цей матч так і залишився єдиним для Лоуренса за рідний клуб.
2 вересня 2014 року Лоуренс був проданий до «Лестер Сіті», з яким підписав чотирирічний контракт. Так і не дебютувавши за «Лестер», 27 листопада він був відданий на місяць в оренду клубу Чемпіоншипу «Ротергем Юнайтед». Він забив один гол у шести матчах за клуб, а потім повернувся до «Лестера». Лоуренс дебютував у «Лестері» 3 січня 2015 року в матчі третього раунду Кубка Англії проти «Ньюкасл Юнайтед», який «Лестер» переміг з рахунком 1:0. Згодом до кінця сезону він зіграв ще три гри у Прем'єр-лізі. Так і не ставши основним гравцем, надалі грав на правах оренди за клуби Чемпіоншипу «Блекберн Роверз», «Кардіфф Сіті» та «Іпсвіч Таун».
15 серпня 2017 року Лоуренс перейшов у «Дербі Каунті», підписавши з клубом довгостроковий контракт. Загалом у команді провів 5 сезонів, а 13 липня 2021 року Лоуренс був призначений капітаном команди. Він покинув клуб після завершення сезону 2021/22 років після вильоту клубу з Чемпіоншипу.
8 липня 2022 року Лоуренс підписав контракт із шотландським «Рейнджерсом». Він дебютував за клуб 30 липня у матчі чемпіонату проти «Лівінгстона» (2:1). 13 серпня забив свій перший гол за «Рейнджерс» у домашньому матчі проти «Сент-Джонстона» (4:0).

## Виступи за збірну
Виступав за юнацькі збірній Уельсу до 17 і до 19 років, а у лютому 2013 року дебютував за молодіжну команду Уельсу в домашньому товариському матчі проти Ісландії, зігравши 64 хвилини, а потім був замінений. Він забив свій перший гол за «молодіжку» через місяць, забивши єдиний гол у відбірковому матчі до чемпіонату Європи проти Молдови. Загалом зіграв у 8 іграх і забив 3 голи.
13 жовтня 2015 року дебютував за національну збірну Уельсу, вийшов на заміну Девіду Едвардсу у матчі відбору на Євро-2016 проти Андорри (2:0). 6 жовтня 2017 року Лоуренс забив дебютний гол за збірну у переможному матчі проти збірної Грузії (1:0) у Тбілісі у відборі на чемпіонат світу 2018 року.